# Anatoliy Tymoshchuk
Anatoliy Oleksandrovych Tymoshchuk - em ucraniano, Анатолій Олександрович Тимощук - (Lutsk, 30 de março de 1979) é um ex-futebolista ucraniano que atuava como volante, meia ou zagueiro.
Nos tempos de URSS, tinha seu nome russificado para Anatoliy Aleksandrovich Timoshchuk (Анатолий Александрович Тимощук, em russo).

## Dez anos no Shakhtar
Tymoshchuk começou no Volyn Lutsk, de sua cidade natal, em 1995, de onde seguiu 2 anos depois para o Shakhtar Donetsk, equipe emergente no final da URSS que vinha crescendo após a independência da Ucrânia e onde ficaria por 10 anos. Com a conquista do primeiro campeonato ucraniano do clube, na temporada 2001-02, Tymoschuk, já capitão da equipe, seria eleito o jogador do ano de 2002 do país.
O clube voltou a ser ofuscado pelo Dínamo Kiev nas duas edições seguintes, mas o Shakhtar ergueria novamente a taça em 2004-05 e 2005-06.

## Super Vitorioso no Zenit
Tymoshchuk se transferiu para o Zenit São Petersburgo, da Rússia, em 2007, participando ativamente da primeira conquista do campeonato russo do clube, que não conquistava um campeonato nacional desde o título soviético de 1984, quando ainda era Zenit Leningrado. Ergueu a taça como capitão da equipe.
Meses depois, ergueu também a Copa da UEFA, vencida sobre o Rangers, participando do maior título até então do Zenit, a segunda equipe russa a ser campeã europeia. Posteriormente, no dia 29 de agosto de 2008, conquistou ainda a Supercopa Europeia frente ao poderoso Manchester United.

## Bayern de Munique
Embora o segundo semestre do Zenit não tenha sido tão bom, o nome de Tymoshchuk permaneceu vivo entre os dirigentes do Bayern de Munique, a quem ele ajudou a equipe russa a derrotar na campanha do título da Copa da UEFA (nas semifinais). Uma transferência para o clube bávaro foi confirmada em 2 de fevereiro de 2009, por cerca de 15 milhões de euros. O volante se juntou a equipe alemã a partir de julho de 2010.
No mesmo ano Timo fora reconhecido pelas boas atuações no Campeonato Alemão e na UEFA Champions League,marcando seu primeiro gol num ponta-pé-canhão contra a Juventus .Embora tenha um desempenho notável, Tymoshchuk foi diversas vezes deixado de lado pelo técnico Louis Van Gaal.Desapontado Timo parecia estar deixando o clube, mas a retirada de Louis Van Gaal do cargo fez com que suas esperanças no Bayern foram reacesas,já que perdera quase 1 ano de sua carreira nos bávaros.
Mesmo sendo pouco utilizado,com a nova temporada,Timo foi peça importante na boa campanha da UEFA Champions League de 2012,citado como um dos melhores zagueiros já visto no Bayern de Munique.No entanto,o título não conquistado perante os blues se tornou uma dor-de-cabeça para Timo,que momentos antes do jogo havia tocado na taça, os mais supersticiosos o apontaram como culpado pela perda do título,pois a cena já foi repetida por vários jogadores como Genaro Gattuso, na derrota para o Liverpool em 2005.
No início de 2013, Tymoshchuk chegou falar sobre uma possível saída do clube em janeiro de 2013, mesmo sua equipe na época sendo a favorita para o título da UEFA Champions League o zagueiro deu a entender que deveria deixar o clube a fim de mais oportunidades em outra equipe. A diretoria do Bayern alegou que não estariam dispostos a transferi-lo, insistindo em sua permanência Tymoshchuk declarou "é claro que não estou feliz com minha situação atual,sou um jogador de 33 anos e não me vejo como um regular nos gigantes da Bundesliga".
Após a conquista da UEFA Champions League,o jogador já aos 34 chegou ao acordo com a diretoria do Bayern e não renovou seu contrato,terminando o vinculo de 4 anos no clube alemão. "Confesso que não foi nada fácil deixar o clube que me deu tantas alegrias,será algo que jamais esquecerei".

## Seleção ucraniana

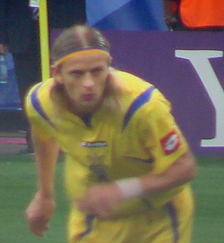
Tymoshchuk na Copa de 2006.

Recém-bicampeão nacional, foi à Copa do Mundo de 2006, a primeira disputada pela Ucrânia independente. Embora a equipe não tenha brilhado, chegou às quartas-de-final, na melhor campanha de uma ex-República Soviética em Copas. Tymoschuk defende a Seleção Ucraniana desde 2000. Os trabalhos foram além,Tymoshchuk sera captão em 2012 a 2016 e depois de onde provavelmente encerrara sua carreira.

## Títulos
Shakhtar Donetsk
- Campeonato Ucraniano: 2001-02, 2004-05, 2005-06
- Copa da Ucrânia: 2000-01, 2001-02, 2003-04
- Supercopa da Ucrânia: 2005

Zenit São Petersburgo
- Liga Europa da UEFA: 2007-08
- Supercopa Europeia: 2008
- Campeonato Russo: 2007-08 , 2014-15
- Supercopa da Rússia: 2008, 2015

Bayern de Munique
- Campeonato Alemão: 2009-10, 2012-13
- Copa da Alemanha: 2009-10, 2012-13
- Supercopa da Alemanha: 2010
- Liga dos Campeões da UEFA: 2012-13